# أنطونيو سيسنيروس
أنطونيو سيسنيروس (بالإسبانية: Antonio Cisneros)‏ هو كاتب سيناريو ومترجم وكاتب وشاعر بيروفي، ولد في 27 ديسمبر 1942 في ليما في بيرو، وتوفي بنفس المكان في 6 أكتوبر 2012 بسبب سرطان.